# 주앙 소아리스 다 모타 네투
주앙 소아리스 다 모타 네투(포르투갈어: João Soares da Mota Neto, 1980년 11월 21일 ~ )는 모따로 불리는 브라질 포르탈레자 출신의 전 축구 선수였다. 2004년부터 K리그의 전남 드래곤즈, 성남 일화 천마, 포항 스틸러스에서 활약하였다.

## 축구인 경력

### 클럽 경력
세아라 SC에서 축구를 시작했으며, 1999/00 시즌에는 프리메라리가의 RCD 마요르카 B팀에서 잠시 뛰기도 했다. 2002년 브라질 세리에 A로 돌아온 모따는 크루제이루 EC에서 활약하며 32골을 기록하였다.
2004년에 대한민국의 전남 드래곤즈에 입단했고, K리그 2004시즌에서 14골을 기록하며 득점왕에 오른다. 2005시즌 전남 드래곤즈의 재계약 제의를 뿌리치고 포르투갈 리가 명문 스포르팅 CP에 이적하였으나 큰 활약을 보이지 못하고 2005년 7월 성남 일화 천마로 이적한다.
2006년 K-리그에서는 수원 삼성 블루윙즈와의 챔피언 결정전에서 귀중한 두 번의 득점으로 팀의 우승을 견인했다.
2009년 신태용 감독의 팀 리빌딩으로 성남 일화 천마에서 방출당할 위기에 처하였으나 J리그의 많은 팀들에서의 요청까지 거부하며 성남 일화 천마에 남겠다고 하였다.
2009년 6월 15일에, 5월 23일 전남 드래곤즈와의 경기에서 당한 오른쪽 발목 부상으로 최소 5개월 이상 재활이 필요하다는 진단을 받았고 이로 인하여 올 시즌 말까지의 계약을 조기종료 하기로 상호 합의하였고 친정팀인 세아라 SC로 복귀하였다.
2010년 1월, 포항 스틸러스의 러브콜을 받고 포항으로 이적하여 K리그로 복귀하였다. 2011 시즌 종료 후 은퇴 전에는 고향 팀에서 활약하기로 마음먹고 포항을 떠나 친정팀인 세아라 SC로 다시 복귀하게 되었다.
그 후, 브라강치누 이적하였고, 2019년에 현역 은퇴를 선언하였다.

## 주요 경력
- 2004년 K리그 득점왕, 베스트 일레븐
- 2007년 아시아 챔피언스리그 득점왕
- 2007년 <포포투> 선정 'K리거가 뽑은 K리거' 2위
- 2008년 <포포투> 선정 'K리거가 뽑은 K리거' 1위